# Волльбах (Нижняя Франкония)
Волльбах (нем. Wollbach) — община в Германии, в земле Бавария.
Подчиняется административному округу Нижняя Франкония. Входит в состав района Рён-Грабфельд. Подчиняется управлению Хойстрой. Население составляет 1299 человек (на 31 декабря 2010 года). Занимает площадь 7,58 км².

## Население
По оценке на 31 декабря 2015 года население общины Волльбах составляет 1298 чел. 

| Дата      | 1840 | 1871 | 1900 | 1925 | 1939 | 1950 | 1961 | 1970 | 1987 | 2011 |
| --------- | ---- | ---- | ---- | ---- | ---- | ---- | ---- | ---- | ---- | ---- |
| Население | 447  | 512  | 524  | 603  | 616  | 855  | 847  | 1011 | 1146 | 1304 |

| Год       | 1960 | 1970 | 1980 | 1990 | 2000 | 2009 | 2010 | 2011 | 2012 | 2013 | 2014 | 2015 |
| --------- | ---- | ---- | ---- | ---- | ---- | ---- | ---- | ---- | ---- | ---- | ---- | ---- |
| Население | 820  | 1016 | 1105 | 1189 | 1321 | 1297 | 1299 | 1298 | 1303 | 1303 | 1308 | 1298 |